# Lloyd K. Garrison
Lloyd Kirkham Garrison (né le 19 novembre 1897 – mort le 2 octobre 1991) est un avocat américain. Ayant fait carrière un temps dans le Financial District (Manhattan), il a été doyen de la Faculté de droit (en) de l'université du Wisconsin à Madison. De la fin des années 1930 jusqu'au moins au milieu des années 1960, il a été membre du conseil d'administration (ca) de l'Union américaine pour les libertés civiles,,,. Il a également été membre du conseil d'administration de l'université Harvard, du Sarah Lawrence College et de l'université Howard.
Il a également été à la tête du premier National Labor Relations Board ainsi que du National War Labor Board et du Département de l'Éducation de la Ville de New York. Pendant un court moment, il a été assistant du procureur général des États-Unis.

## Jeunesse et formation
Garrison est né le 19 novembre 1897 à New York de Lloyd McKim et Alice (Kirkham) Garrison. Ses ancêtres paternels ont une certaine renommée. Son arrière-grand-père est William Lloyd Garrison et son grand-père est Wendell Phillips Garrison (en).
Son père meurt de la typhoïde alors qu'il est encore un enfant. Son éducation est grandement prise en charge par son grand-père Wendell. Ce dernier lui raconte l'histoire des grandes batailles pour la liberté et les droits civiques du XIXe siècle.
Après avoir reçu un diplôme de la St. Paul's School (en) du New Hampshire, il fréquente l'université Harvard, mais quitte l'école en 1917 pour s'enrôler dans l'United States Navy après l'entrée en guerre des États-Unis. En 1919, il retourne à Harvard et obtient un baccalauréat universitaire en 1922, puis un Juris Doctor de la Faculté de droit de Harvard.
Le 22 juin 1921, il se marie avec Ellen Jay,. Le couple aura trois enfants : Clarinda, Ellen et Lloyd.

## Carrière
En 1922, Garrison déménage à New York. Recruté par Elihu Root lui-même, il est engagé par la firme Root, Clark, Buckner & Howland (en),. En 1924, il se joint à la National Urban League. Il affirmera plus tard que c'est cette organisation qui lui a fait réaliser l'étendue de la discrimination raciale aux États-Unis.
En 1926, il se lance à son compte. Il enquête sur la « chasse des ambulances (en) » ainsi que sur les faillites frauduleuses parmi les avocats de la ville pour le compte de la New York City Bar Association (en). Sa réputation est telle qu'en 1930, le président Herbert Hoover le nomme assistant spécial du procureur général des États-Unis,,.
En 1929, il est nommé doyen par intérim de la Faculté de droit de l'université du Wisconsin. Il devient doyen en 1932. À ce poste, Garrison travaille à mettre à jour le curriculum par l'insertion d'une approche structuro-fonctionnalisme de l'étude du droit, la restructuration de la première année du programme afin de mettre l'emphase sur l'origine et le développement du droit américain et en créant un certain nombre de petits cours sur des exemples pratiques et actuels afin que les étudiants puissent être mieux préparés aux cas qu'ils traiteront dès leur graduation. Lorsque le président Franklin D. Roosevelt remplace le National Labor Board par le National Labor Relations Board en juin 1934, il nomme Garrison à la tête de ce dernier. Garrison accepte le poste, mais seulement pour mettre en place et lancer le comité. Il démissionne le 2 octobre pour retourner à la Faculté de droit de l'université du Wisconsin,,.
En 1936-1937, il est président de l'Association of American Law Schools (en). En 1937, Garrison est sollicité par Roosevelt lors de la création d'un bureau national de médiation, visant à calmer la grève de Little Steel (en),,,. Peu après, Roosevelt envisage la candidature de Garrison pour la Cour suprême des États-Unis après le départ du juge assesseur Willis Van Devanter (en) le 2 juin,,. L'année suivante, Garrison reçoit une bourse Guggenheim.
Lors de la Seconde Guerre mondiale, Garrison quitte son poste au Wisconsin pour servir au National War Labor Board (NWLB), créé le 12 janvier 1942 par Roosevelt. D'abord directeur exécutif et avocat en chef,, il est promu membre alternatif public (alternative public member) en janvier 1944, puis, un mois plus tard, membre public. Il dirigera le NWLB lors de la dernière année d'existence de ce dernier,.

### Après la guerre
Garrison ne retourne pas à l'université du Wisconsin après la guerre. À la place, il rejoint la firme Weis & Wharton (en) de New York,.
En 1945, la Cour suprême nomme Garrison special master (en) dans le cas Georgia v. Pennsylvania Railroad Co., 324 U.S. 439 (1945). La cour se basera sur ses auditions et rapports lors de la décision qu'elle rendra deux ans plus tard dans Georgia v. Pennsylvania Railroad Co., 331 US 788 (1947). À la fin des années 1940, il est conseillé légal à la Field Foundation. Membre du ca, il participe, en 1948, à la création d'un projet pilote visant à construire des logements sociaux non-discriminatoires dans le quartier de Greenwich Village. De 1947 à 1952, il est président de la National Urban League.
Dans les années 1950, Garrison soutien le Highlander Research and Education Center (en),. À la même époque, il devient ami du gouverneur de l'Illinois Adlai Stevenson, dont il soutiendra les campagnes pour la présidence des États-Unis de 1952 et 1956.
En 1953, membre du comité national légal de la National Association for the Advancement of Colored People, Garrison conseille Langston Hughes lorsque ce dernier est sommé par Joseph McCarthy de témoigner devant le Senate Permanent Subcommittee on Investigations (en) à propos de l'influence communiste sur ses écrits,,. En avril, Garrison intègre le ca de l'Institute for Advanced Study, où il rencontre notamment Robert Oppenheimer. La même année, il engage Pauli Murray, l'un des premiers avocats afro-américain du pays, comme associé dans la firme.
En 1954, il représente Oppenheimer lors de l'audition de sécurité de ce dernier devant la Commission de l'énergie atomique des États-Unis. Garrison engage John W. Davis pour traiter l'affaire avec lui.
En 1956, avec Joseph L. Rauh, Jr. (en), Garrison représente Arthur Miller devant la House Un-American Activities Committee ainsi que lors du combat de Miller contre son outrage au Congrès (en) en 1957,,,,,,.
De 1958 à 1961, Garrison travaille avec Eleanor Roosevelt, Thomas Finletter (en) et Herbert H. Lehman afin de contrer le politicien Carmine DeSapio (en), soutenu par le Tammany Hall,. Ils arrivent à briser l'influence du Tammany Hall sur la ville de New York lorsque Ed Koch bat DeSapio par 41 votes en 1963 et par 164 votes en 1964,,.

### Département de l'Éducation de New York
Le 18 septembre 1961, Garrison est nommé sur le ca du nouveau Département de l'Éducation de la Ville de New York par le maire Robert F. Wagner Jr.. Le 21 juillet 1965, il en devient le président,. En raison de son âge et de la diminution de sa forme physique, Garrison prend sa retraite du ca l'été 1967. Le nouveau maire de la ville, John Lindsay, le nomme sur un comité consultatif sur la décentralisation de la gestion des écoles publiques de New York. Le comité conseille de confier la gestion des écoles publiques à des conseils d'administration locaux. L'un d'eux, situé à Ocean Hill (en)-Brownsville, en vient à ne pas respecter la convention collective du syndicat à propos de l'embauche de nouveaux enseignants. Cela mène à la grève des enseignants de New York de 1968 (en) et à la fin de ce mode de gestion.